# Antonio Genovesi
Antonio Genovesi (1713 - 1769) fou un filòsof i economista italià. Després de deixar la carrera eclesiàstica, treballà com a professor de la Universitat de Nàpols, on introduí els nous corrents de la filosofia anglesa i les ciències socials, especialment el pensament de Locke i el mercantilisme. Si bé va iniciar les seves reflexions al voltant de la lògica i l'epistemologia, finalment dedicà la major part de la seva carrera a l'economia, ja que considerava que fer créixer el benestar de la població passava per un replantejament sobre les bases del sistema econòmic. Les seves reflexions es lligaven a la filosofia política, car el govern afecta directament a l'establiment d'un sistema o un altre. Malgrat la tradició de Nàpols, molt ancorada a l'escolàstica, escrigué i dictà les seves classes sempre en italià.

## Obres
- Meditazioni filosofiche (1754)
- Lettere filosofiche (1759)
- Lettere Accademiche (1764)
- Elementi di Metafisica
- Delle Scienze Metafisiche
- La logica
- Logica e Metafisica

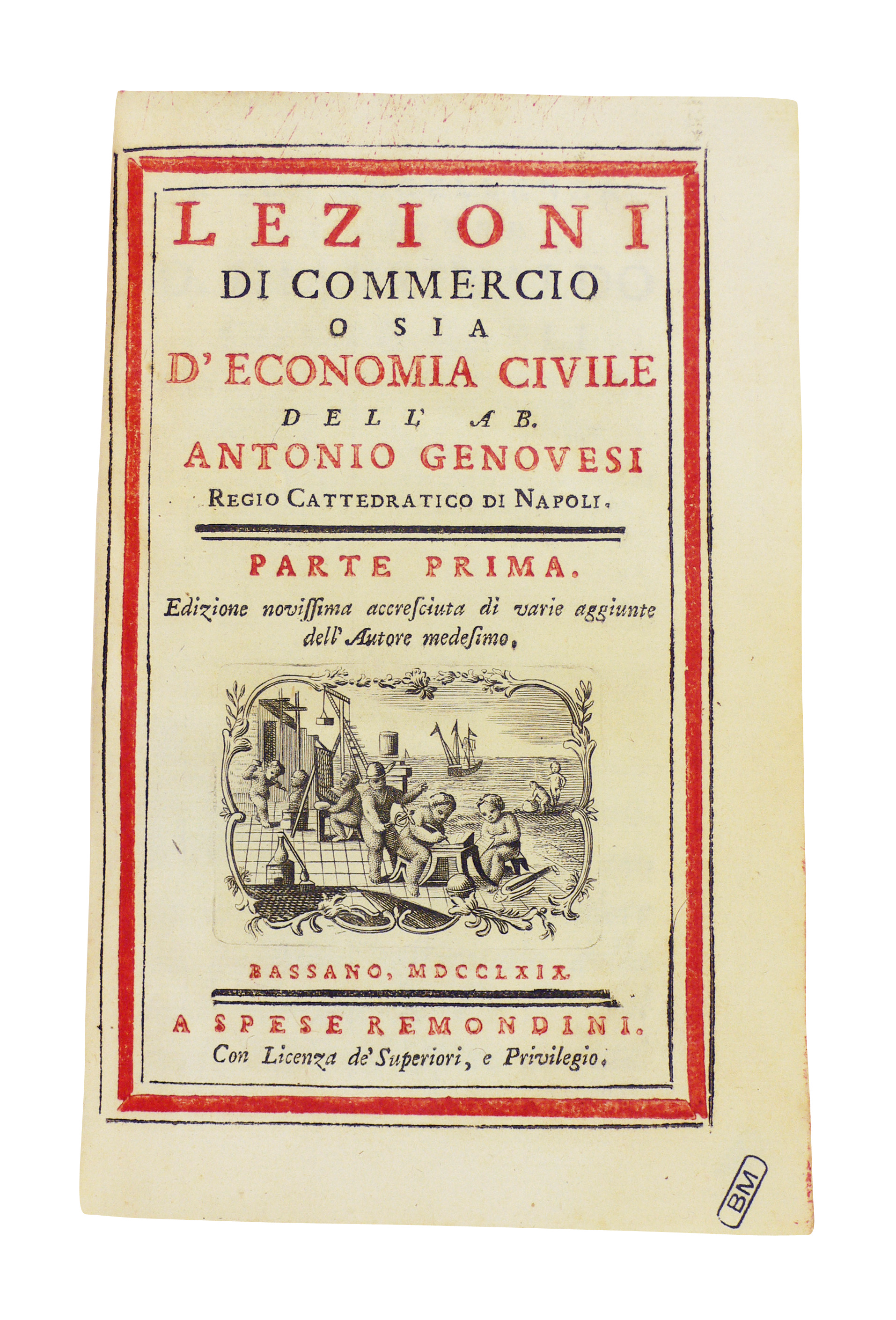
Lezioni di commercio, 1769.

- Diceosina (o sia della Filosofia del Giusto e dell'Onesto) (1767)
- Memorie Autobiografiche
- Lezioni di commercio